# Héctor del Ángel
Héctor Ramón Del Ángel Rivera (nacido el 6 de marzo de 1971 en El Higo, Veracruz), es un ex futbolista mexicano que se desempeñaba en la posición de delantero.

## Carrera
Inicia su carrera en la Jaiba Brava del Tampico - Madero; justo después de su debut profesional en el equipo de tamaulipas en la división de ascenso, la cual se recuerda por una difícil decisión de la directiva al elegirlo sobre el prospecto lleno de cualidades Eduardo Pozos (ahora empleado de televisa, futuro padre y autor de la frase que lo hiciera famoso “como pueden ser profesionales”), con el equipo de la Jaiba lograría el ascenso al máximo circuito en la temporada 93 - 94.  Debuta en primera división en 1994, año en el que por problemas económicos, dicho equipo cambia de sede a la Cd. de Querétaro, cambiando su nombre a T. M. Gallos Blancos. Luego pasó a jugar al Monterrey en el verano 1997, permaneciendo por 2 temporadas, para posteriormente llegar al Club Deportivo Guadalajara en el invierno 1998, institución donde logró sus mayores éxitos.
Aunque casi nunca arrancaba como titular, Héctor comenzó a destacar inmediatamente entrando como relevo, cuando entraba a la cancha anotaba goles importantísimos, sobre todo en Clásicos contra el América. Con el tiempo recibe más oportunidad de obtener la titularidad con la salida de Ricardo Peláez y Luis García del Club Deportivo Guadalajara llegando a jugar todos los juegos del verano 2000.
En el verano 2001 deja al Guadalajara y se va a Primera división 'A' mexicana con el Club Nacional Tijuana, pero para el invierno regresa con el Rebaño para un torneo más. En el 2002 se prueba con los Atlanta Silverbacks, un equipo estadounidense de fútbol de la USL First Division, pero se queda en México para ocupar un lugar en la plantilla del Atlético Celaya, donde no tuvo participación. En invierno 2002 llega con el Zacatepec FC de la Primera 'A' y en calidad de 'cambio de lujo' logró conseguir goles de nueva cuenta. Para el Clausura 2003 es seleccionado como parte de la plantilla de Colibríes de Cuernavaca, mas no tiene participación.
Para el Apertura 2003 es contratado por el Cobras de Ciudad Juárez donde tiene un repunte como goleador, y logra salir subcampeón con el equipo en ese mismo torneo, permaneció ahí hasta el final del Clausura 2004, torneo en el cual también tuvo participación con el Monterrey, ya que Cobras era filial en Primera 'A' de los Rayados, sale del equipo regiomontano para el Apertura 2004 con destino en la Primera "A".
Ya en Primera división 'A' mexicana juega con el equipo de Estudiantes de Santander en la temporada Clausura 2005, y para el 2006 regresa al equipo con el que debutó el Tampico-Madero.

## Clubes
| Club                                | Año               |
| ----------------------------------- | ----------------- |
| Tampico-Madero T. M. Gallos Blancos | 1993 - 1995, 2006 |
| Monterrey                           | 1995 - 1997, 2004 |
| Guadalajara                         | 1998 - 2001       |
| Nacional Tijuana                    | 2001              |
| Zacatepec FC                        | 2002              |
| Correcaminos de la UAT              | 2002              |
| Cobras de Ciudad Juárez             | 2003 - 2004       |
| Estudiantes de Santander            | 2005              |

## Selección nacional
Con la Selección de fútbol de México jugó 2 encuentros, debutando el 11 de octubre de 1995, no tuvo oportunidad de marcar gol. Su primer juego fue contra Arabia Saudita en Los Ángeles, California; entró al minuto 87 en sustitución de Luis Hernández. Su segundo partido fue contra Colombia el 29 de noviembre de 1995, también en Los Ángeles, esta vez ingresaría al campo al minuto 79 sustituyendo a Luis García Postigo, Bora Milutinović era el técnico de la selección en ese entonces.